# Zdenka Švihálková
Zdenka Švihálková (* 16. března 1926) byla česká a československá politička a bezpartijní poslankyně Sněmovny lidu Federálního shromáždění za normalizace.

## Biografie
K roku 1976 se profesně uvádí jako účetní. Ve volbách roku 1976 byla zvolena do Sněmovny lidu (volební obvod č. 85 - Brno-město-jihozápad, Jihomoravský kraj). Mandát obhájila ve volbách roku 1981 (obvod Brno-město-jihozápad). Ve Federálním shromáždění setrvala do konce funkčního období, tedy do voleb roku 1986.